# Stanisław Stankiewicz (1907–1980)
Stanisłau Stankiewicz jr. ps. „Язэп Каранеўскі”, „Алесь Крыга”, „Дзівасіл” (ur. 23 lutego 1907 w Orleniętach w Rosji, zm. 6 listopada 1980 w Nowym Jorku) – białoruski publicysta, pisarz, literaturoznawca, działacz narodowy i kulturalny, burmistrz Borysowa w latach 1941–43.
Pochodził ze znanej i zasłużonej białoruskiej rodziny Stankiewiczów. Był bratem Jana i Adama. Ukończył białoruskie gimnazjum w Wilnie. Od 1922 redagował chadeckie pismo „Krynica”. W 1933 ukończył studia na Uniwersytecie Stefana Batorego w Wilnie. Podczas studiów działał w Białoruskim Związku Studenckim i redagował pismo „Студэнцкая Думка”. Pisał artykuły i książki dotyczące historii literatury białoruskiej i światowej do wileńskich gazet, a także białoruskiego pisma „Роднае слова”. Współpracował też z Instytutem Naukowo-Badawczym Europy Wschodniej. Następnie uczył w polskim instytucie pedagogicznym w Nowogródku. W 1936 r. uzyskał tytuł doktora filologii.
Po zajęciu Białoruskiej SRR przez wojska niemieckie podjął współpracę z okupantami. Był burmistrzem Borysowa, a następnie Baranowicz. Wchodził w skład władz Białoruskiej Samopomocy Ludowej. Uratował od niemieckiej egzekucji schwytanego wraz z partyzantami b. przewodniczącego Związku Sowieckich Pisarzy Białorusi Michasia Klimkowicza. W 1944 r. był przedstawicielem Białoruskiej Centralnej Rady (BCR) w okręgu baranowickim. Pod koniec czerwca tego roku współorganizował II Wszechbiałoruski Kongres w Mińsku, zaś po zakończeniu jego obrad natychmiast ewakuował się do Niemiec. Został członkiem BCR na uchodźstwie.
Po zakończeniu wojny w brytyjskiej strefie okupacyjnej utworzył konspiracyjne Białoruskie Centrum Narodowe i wydawał jego pismo „Рух”. W 1946 r. został przedstawicielem BCR w Antybolszewickim Bloku Narodów. Wraz z Mikołą Abramczykiem reaktywował Radę Białoruskiej Republiki Ludowej. Od 1948 r. redagował pismo „Бацькаўшчына”. Pisał przedmowy do białoruskich książek. W 1962 r. wyjechał do USA. Od 1963 r. redagował pismo „Biełarus”. Pracował w „Radio Wolna Europa”. Stał na czele nowojorskiego oddziału Instytutu Badań nad Historią i Kulturą ZSRR z siedzibą w Monachium i redagował jego pismo „Беларускі зборнік”. Napisał książki pt. „Беларуская падсавецкая літаратура першае паловы 1960-х гадоў” (1967) i „Янка Купала. На 100-я ўгодкі ад нараджэньня” (1982). Był autorem artykułów dotyczących filologii.